# 구실사리
구실사리(학명: Selaginella rossii)는 석송문 부처손과에 딸린 늘 푸른 여러해살이풀이다. 구슬사리라고도 부른다.

## 생태

### 분포
중국과 한국에 분포한다. 산지의 바위 또는 나무 그늘 아래서 주로 서식한다.

### 생김새
상록성이다. 영양엽은 같은 형태가 2개씩 돌려난다. 톱니가 있고 겹쳐나지 않으며, 잎의 가운데 잎맥이 끝까지 분명하다. 포자엽은 난형으로 가장자리에 잔 톱니가 있고 끝이 뾰족하다. 줄기는 땅에 붙어서 기며 철사 같이 단단하고 붉은색을 띤다. 가지가 갈라지면서 뿌리를 내린다. 포자로 번식한다.

## 쓰임새
줄기와 잎을 민간에서 항암제로 쓴다.